# Гопаллава, Уильям
Уильям Гопаллава (синг. විලියම් ගොපල්ලව, там. வில்லியம் கோபள்ளவா; 17 сентября 1897 — 31 января 1981) — последний генерал-губернатор Цейлона с 1962 по 1972 год и первый президент Шри-Ланки, ставшей в том году республикой. Он был известен как беспартийный и принципиальный человек, заслуживший уважение со стороны всех политических партий страны.
Родился в небогатой, но уважаемой семье, в трёхлетнем возрасте потерял отца. Образование получил на родине, изучал в том числе английский язык и юриспруденцию, в 1920 году стал нотариусом, в 1926—1939 годах был членом городского совета Мотале, в 1939—1951 годах — муниципальным комиссаром в Канди, в 1951—1957 годах — на той же должности в Коломбо; в 1958—1961 годах был послом Цейлона в Китае, в 1961—1962 годах — в США. В 1962 году был отозван на родину и назначен генерал-губернатором Цейлона (формальным главой государства считалась британская королева); он занимал эту должность на протяжении десяти лет и стал первым и единственным генерал-губернатором Цейлона, бывшим по вероисповеданию буддистом. В 1972 году, когда в стране была провозглашена республика, он стал её первым президентом и занимал эту должность до 1978 года. В современной Шри-Ланке иногда называется «символом нации».